# Sergio Brosio
Sergio Brosio est un patineur artistique italien, quintuple champion d'Italie entre 1956 et 1960.

## Biographie

### Carrière sportive
Quintuple champion d'Italie entre 1956 et 1960, il représente son pays aux championnats d'Europe de 1959 et 1960.
Il ne participe jamais ni aux mondiaux, ni aux Jeux olympiques d'hiver.

## Palmarès
| Compétitions principales | 1956 | 1957 | 1958 | 1959 | 1960 |  |  |  |  |  |  |  |  |  |
| Jeux olympiques d'hiver  |      |      |      |      |      |  |  |  |  |  |  |  |  |  |
| Championnats du monde    |      |      |      |      |      |  |  |  |  |  |  |  |  |  |
| Championnats d’Europe    |      |      |      | 12e  | 17e  |  |  |  |  |  |  |  |  |  |
| Championnats d'Italie    | 1er  | 1er  | 1er  | 1er  | 1er  |  |  |  |  |  |  |  |  |  |
|                          |      |      |      |      |      |  |  |  |  |  |  |  |  |  |